# توسوه
توسوه (انگلیسی: Tosoh) شرکت صنایع شیمیایی ژاپنی است، که در سال ۱۹۳۵ تأسیس شد.